# Cyrus (Minnesota)
Cyrus – miasto w Stanach Zjednoczonych, w stanie Minnesota, w hrabstwie Pope.